# Batalla de Fort Davidson
La batalla de Fort Davidson, también conocida como la batalla de Pilot Knob, fue una batalla de la Incursión de Price que se libró el 27 de septiembre de 1864, cerca de Pilot Knob, Misuri. Las tropas confederadas al mando del general de división Sterling Price habían entrado en Misuri en septiembre de 1864 con la esperanza de desafiar el control de la Unión sobre el estado. El 24 de septiembre, Price se enteró de que las tropas de la Unión tenían Pilot Knob. Dos días más tarde, envió parte de su comando al norte para desestabilizar al enemigo y luego se dirigió hacia Pilot Knob con el resto de su ejército. Las divisiones confederadas del general de división James F. Fagan y del general de brigada John S. Marmaduke expulsaron a las tropas de la Unión al mando del general de brigada Thomas Ewing Jr. y del mayor James Wilson desde la parte baja del valle de Arcadia hacia Fort Davidson el 26 de septiembre y en la mañana del 27 de septiembre.
En la tarde del 27, Price alineó las tropas alrededor de Fort Davidson para atacarlo desde varios flancos. Aunque se pretendía que ocurrieran juntos, los ataques se produjeron por separado y fueron rechazados de la misma manera. La brigada confederada del general de brigada William L. Cabell realizó tres ataques separados contra el fuerte, y logró cruzar el foso del fuerte en el último intento, pero no pudo entrar en él. Esa noche, Ewing decidió abandonar el fuerte. Sus hombres volaron el polvorín del fuerte y se escabulleron entre las tropas confederadas que custodiaban las rutas de escape sin ser detectados. Algunos de los hombres de Price persiguieron temporalmente a Ewing a partir del día siguiente, pero finalmente interrumpieron la persecución para reunirse con el cuerpo principal de Price. Con sus tropas desanimadas por los infructuosos ataques en Fort Davidson, Price decidió no atacar St. Louis. El ejército confederado se desplazó entonces hacia el oeste, antes de ser derrotado en la batalla de Westport el 23 de octubre. Los hombres de Price se retiraron entonces a Texas, habiendo sido derrotados varias veces más durante la retirada y perseguidos gran parte del camino. El emplazamiento de Fort Davidson se conserva como Parque Estatal de Misuri y está incluido en el Registro Nacional de Lugares Históricos.

## Antecedentes

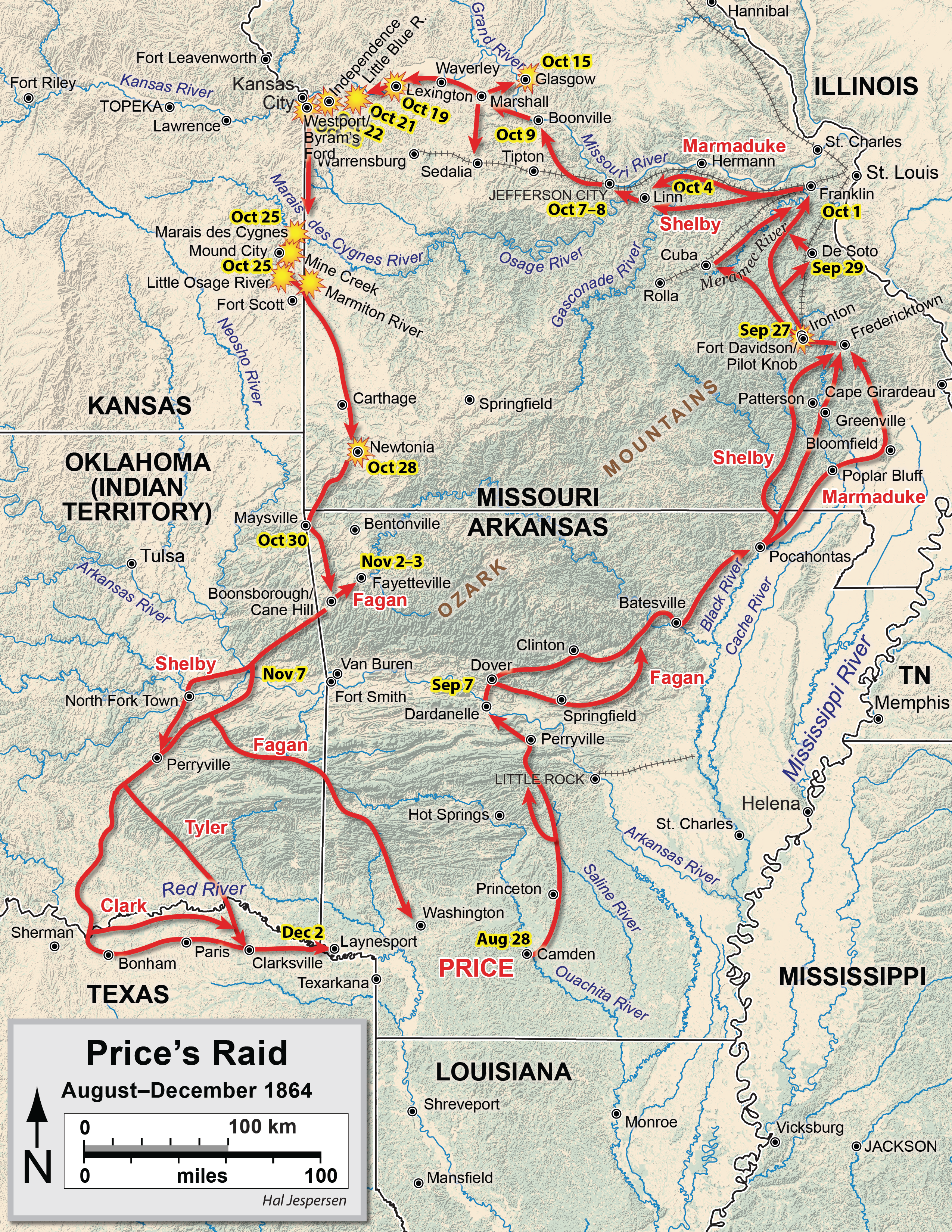
Map de la Incursión de Price

Al comienzo de la guerra civil estadounidense en 1861, el estado de Misuri era un estado esclavista, pero no se separó. Sin embargo, el estado estaba dividido políticamente: El gobernador Claiborne Fox Jackson y la Guardia Estatal de Misuri (MSG) apoyaban la secesión y a los Estados Confederados de América, mientras que el general de brigada Nathaniel Lyon y el ejército de la Unión apoyaban a los Estados Unidos y se oponían a la secesión. Bajo el mando del general de división Sterling Price, la MSG derrotó a los ejércitos de la Unión en las batallas de Wilson's Creek y Lexington en 1861, pero a finales de año, Price y la MSG estaban restringidos a la parte suroeste del estado. Mientras tanto, Jackson y una parte de la legislatura del estado votaron a favor de la secesión y se unieron a los Estados Confederados de América, mientras que otro elemento de la legislatura votó a favor de rechazar la secesión, dando esencialmente al estado dos gobiernos. En marzo de 1862, una derrota confederada en la batalla de Pea Ridge en Arkansas dio a la Unión el control de Misuri y la actividad confederada en el estado se limitó en gran medida a la guerra de guerrillas y a las incursiones durante 1862 y 1863.
A principios de septiembre de 1864, los acontecimientos en el este de Estados Unidos, especialmente la derrota confederada en la campaña de Atlanta, dieron a Abraham Lincoln, que apoyaba la continuación de la guerra, una ventaja en las elecciones presidenciales de Estados Unidos de 1864 sobre George B. McClellan, que estaba a favor de terminar la guerra. En ese momento, la Confederación tenía muy pocas posibilidades de ganar la guerra. Mientras tanto, en el Teatro Trans-Misisipi, los confederados habían derrotado a los atacantes de la Unión durante la campaña del Río Rojo en Luisiana, que tuvo lugar de marzo a mayo. Como los acontecimientos al este del río Misisipi se volvieron en contra de los confederados, el general Edmund Kirby Smith, comandante confederado del Departamento Trans-Misisipi, recibió la orden de transferir la infantería bajo su mando a los combates en los teatros del Este y del Oeste. Sin embargo, esto resultó imposible, ya que la Armada de la Unión controlaba el río Misisipi, impidiendo un cruce a gran escala. A pesar de contar con recursos limitados para una ofensiva, Smith decidió que un ataque destinado a desviar a las tropas de la Unión de los principales teatros de combate tendría un efecto equivalente a la transferencia de tropas propuesta, al disminuir la disparidad numérica de los confederados al este del Misisipi. Price y el gobernador confederado de Misuri, Thomas Caute Reynolds, sugirieron que una invasión de Misuri sería una ofensiva eficaz; Smith aprobó el plan y nombró a Price para comandar la ofensiva. Price esperaba que la ofensiva creara un levantamiento popular contra el control de la Unión sobre Misuri, desviara a las tropas de la Unión de los principales teatros de combate (muchas de las tropas de la Unión que defendían anteriormente Misuri habían sido transferidas fuera del estado, dejando a la Milicia del Estado de Misuri como la principal fuerza defensiva del estado), y ayudara a las posibilidades de McClellan de derrotar a Lincoln en las elecciones. El 19 de septiembre, la columna de Price, denominada Ejército de Misuri, entró en el estado.

## Preludio

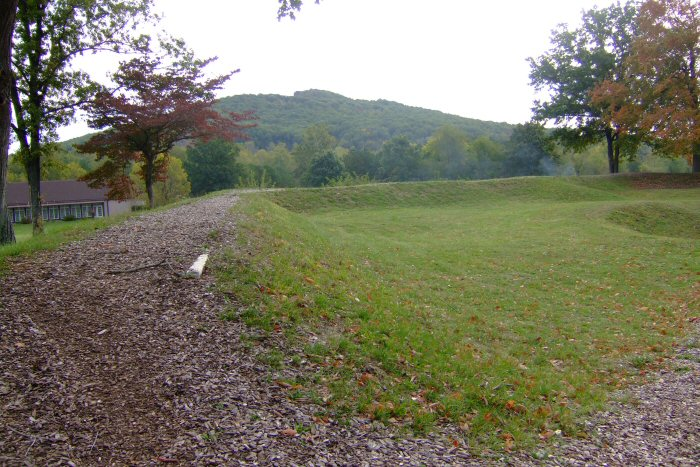
Un lado de Fort Davidson tal y como se ve hoy. El cráter de la explosión del polvorín es visible en el extremo derecho. Pilot Knob es la colina del fondo.

Cuando Price entró en el estado, llevaba unos 13.000 hombres, muchos de los cuales estaban mal armados o no tenían armas. La fuerza confederada contaba con 14 cañones, pero éstos eran de pequeño calibre, lo que limitaba su eficacia contra las fortificaciones. La fuerza de Price estaba dividida en tres divisiones, comandadas por el general de división James F. Fagan y los generales de brigada John S. Marmaduke y Joseph O. Shelby. Alrededor de 10.000 soldados de la Unión estaban repartidos por todo Misuri, de los cuales unos 3.000 estaban asignados a la región de St. Louis, bajo el mando del general de brigada Thomas Ewing Jr. Muchos de los hombres de Ewing estaban en unidades de la Milicia Estatal de Misuri (MSM) o de la Milicia Enrollada de Misuri (EMM). Mientras que muchos de los hombres de la MSM tenían experiencia en la guerra de guerrillas, los soldados de la EMM estaban mal entrenados y equipados.
Price se enteró de que la ciudad de Pilot Knob y un extremo del ferrocarril de St. Louis y Iron Mountain estaban en manos de las tropas de la Unión mientras estaba en Fredericktown el 24 de septiembre. Price no quería dejar una fuerza de la Unión libre para operar en su retaguardia, así que decidió moverse agresivamente contra la columna de la Unión. Para lograrlo, envió a Shelby con su división al norte de Pilot Knob para interrumpir el ferrocarril el 26 de septiembre, mientras que envió a Fagan y Marmaduke directamente contra las tropas de la Unión. Ewing comandaba la fuerza de la Unión cerca de Pilot Knob, que contaba con 1.456 efectivos: 856 soldados del Ejército de la Unión, 450 hombres del MSM y un grupo de 150 civiles movilizados. Además, Price se enteró el día 25 de que el general de división de la Unión Andrew J. Smith y 8.000 hombres estaban cerca de St. Louis, lo que le hizo dudar de su capacidad para tomar la ciudad.
El 26 de septiembre, Price comenzó a mover su ejército desde Fredericktown hacia el valle de Arcadia, con la división de Fagan a la cabeza. La entrada al valle, Shut-In Gap, estaba sin vigilancia, por lo que Fagan envió la brigada del coronel William F. Slemons, temporalmente bajo el mando del coronel John C. Wright, hacia adelante. Wright, con unos 250 hombres, sorprendió a un pequeño destacamento de la Unión, que consiguió enviar un mensajero avisando a un destacamento del 47.º Regimiento de Infantería de Misuri en Ironton y al mando de la Unión en Fort Davidson, más al norte. Ewing respondió enviando a 80 hombres del 3.er Regimiento de Caballería de MSM para investigar los informes. Los hombres de Wright dispersaron a los soldados del MSM, pero fueron rechazados por el destacamento del 47.º de Infantería de Misuri cuando intentaron atravesar Ironton. Tras escuchar los sonidos de la batalla desde el valle, Ewing envió al mayor James Wilson y a varios cientos de soldados de caballería hacia el combate y más tarde siguió al propio Wilson con una fuerza del 14.º Regimiento de Infantería de Iowa y dos cañones del 2.º Regimiento de Artillería Ligera de Misuri. Los dos grupos se unieron al destacamento de la Unión que ya se encontraba en Ironton alrededor de las 15:00 horas, atacaron bajo el mando de Wilson e hicieron retroceder a Wright hacia la brecha. Ewing, con la impresión de que estaba luchando con los hombres de Shelby, dejó a Wilson y su fuerza en el valle y regresó personalmente a Fort Davidson. Entonces hizo los preparativos para defender el fuerte contra el ataque confederado y enviar suministros adicionales por el ferrocarril a Smith.
A medida que más tropas confederadas pasaban por Shut-In Gap, Wilson se dio cuenta de que se enfrentaba a una fuerza enemiga muy grande. Alrededor de las 22:30, Ewing dio permiso a Wilson para retirarse a una posición más segura cerca de Ironton. Los informes también hicieron que Ewing dudara de la conveniencia de intentar mantener Pilot Knob. Esa noche, pidió a varios de sus subordinados su opinión sobre el mejor curso de acción. Después de algunas discusiones, Ewing decidió mantener el fuerte, influenciado por la incertidumbre de poder mantener unidas las porciones poco entrenadas de su fuerza durante una retirada. Las aspiraciones políticas de Ewing y del Coronel Thomas C. Fletcher del 47.º de Infantería de Misuri también contribuyeron a la decisión de luchar, ya que se pensaba que una retirada sería políticamente perjudicial. Los suministros y algunos civiles fueron evacuados por el ferrocarril.

### Fort Davidson
Fort Davidson está cerca de la ciudad de Pilot Knob, Misuri, que se encuentra en una llanura entre cuatro picos: Pilot Knob, Shepherd Mountain, Rock Mountain y Cedar Hill. Fort Davidson fue precedido por una estructura anterior conocida como Fort Hovey (posteriormente rebautizada como Fort Curtis, en honor al general de división Samuel R. Curtis), que fue construida por soldados del ejército de la Unión en 1861 al sur de la futura ubicación de Fort Davidson. Con el tiempo, se añadieron al fuerte ocho piezas de artillería más pequeñas. La ubicación del fuerte Curtis se consideraba una desventaja, ya que no estaba situado en un lugar donde pudiera proteger fácilmente los importantes depósitos de hierro locales y un ferrocarril cercano. El fuerte Davidson se construyó en 1863 cerca de la base de Pilot Knob para proteger mejor esos elementos.
Construido en forma de hexágono, Fort Davidson tenía muros de tierra. En su libro Price's Lost Campaign: The 1864 Invasion of Missouri, el historiador Mark A. Lause afirmó que los muros del fuerte tenían 30 m de largo, mientras que el historiador Kyle Sinisi afirmó que tenían 46 m de largo. Estas murallas tenían 1,5 m de altura, según Sinisi o 2,7 m según el formulario de nominación del Registro Nacional de Lugares Históricos (NRHP) de Fort Davidson y el historiador Albert E. Castel. Se construyeron dos fosos de fusil, también descritos como trincheras: uno al norte y otro al suroeste. El polvorín del fuerte estaba situado en la parte interior del fuerte y se encontraba bajo tierra, con 15 pies (4,6 m) de tierra y algunos tablones de madera que servían de cobertura potencial. Una inspección de 1864 produjo un informe en el que se constataba que el terreno de las montañas exponía a los defensores de Fort Davidson a un posible fuego enfilado. Rodeando el fuerte había un foso de 3 m de ancho. Castel y Lause afirman que el foso tenía aproximadamente 1,8 m de profundidad, el formulario del NRHP indica que la profundidad era de 2,1 m y Sinisi y un escritor de la Sociedad Arqueológica de Misuri dan una profundidad de 2,4 m. Fort Davidson fue nombrado en honor al general de brigada John Wynn Davidson, que había comandado las tropas de la Unión en la zona en 1862.

## Batalla

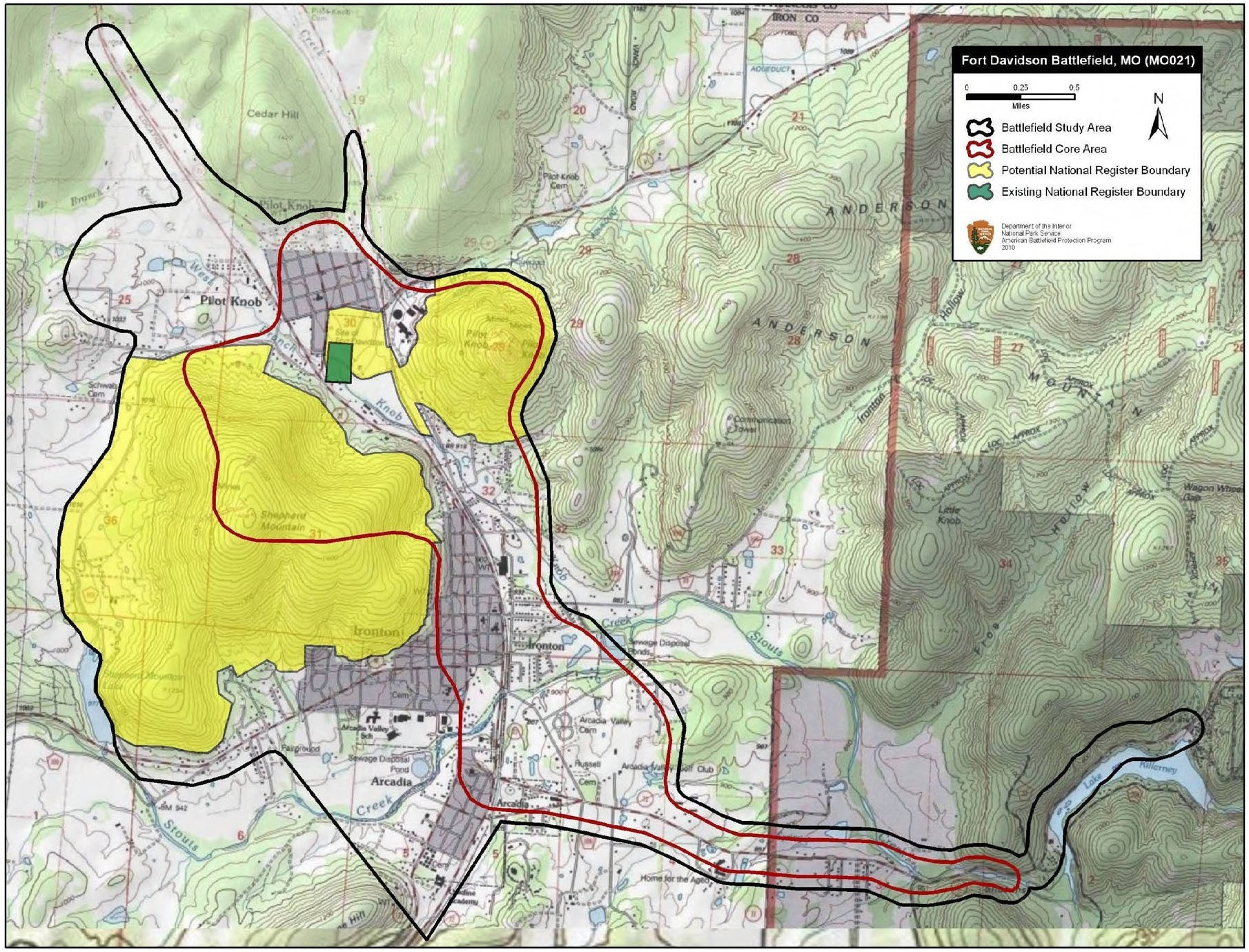
Mapa del núcleo del campo de batalla de Fort Davidson y de las zonas de estudio por el Programa de Protección de Campos de Batalla de Estados Unidos.

En la mañana del 27 de septiembre, los hombres de Marmaduke habían reforzado a Fagan. Esa mañana, la fuerza confederada combinada atacó e hizo retroceder a Wilson; los confederados pudieron finalmente tomar el terreno entre Shepherd Mountain y Pilot Knob. A las 09:15, la artillería de la Unión desde el fuerte ahuyentó a las tropas confederadas que avanzaban desde Ironton, pero los hombres de la 14.ª Infantería de Iowa que habían estado manteniendo una posición avanzada se vieron sometidos a un fuego amigo tanto del fuerte como de un grupo de tropas del 3.º de Caballería MSM bajo el mando de Wilson que mantenía Pilot Knob, lo que causó que los de Iowa se refugiaran dentro del fuerte. A Ewing se le ofrecieron condiciones de rendición, pero las rechazó, al menos en parte porque temía ser ejecutado por los hombres de Price como venganza por la emisión de las órdenes generales n.º 11 el año anterior, que habían deportado a civiles de cuatro condados de Misuri. La artillería confederada abrió fuego contra los hombres de Wilson en Pilot Knob, que se retiraron al fuerte. Después de que Wilson retrocediera, los cañones confederados dispararon contra Fort Davidson, pero con poco efecto. Con Wilson fuera, Fagan trasladó a sus hombres a la zona entre Pilot Knob y Rock Mountain, donde comenzaron a saquear casas hasta que el fuego de la artillería de la Unión los expulsó al otro lado de Pilot Knob.
Mientras tanto, las tropas confederadas comenzaron a alinearse para un ataque. Las brigadas de Slemons y del Coronel Thomas H. McCray se alinearon en Pilot Knob, y la brigada del general de brigada William L. Cabell mantuvo la brecha entre Pilot Knob y Shepherd Mountain. La brigada del general de brigada John B. Clark Jr. estaba en Shepherd Mountain, y la brigada del coronel Thomas R. Freeman y el Batallón de Caballería de Misuri de Slayback estaban al norte de Shepherd Mountain. La brigada del coronel Archibald S. Dobbins también estaba al norte de la ciudad, en una posición para bloquear la retirada de la Unión- El plan de Price preveía ataques simultáneos. El historiador moderno Albert E. Castel situó la fuerza confederada en las dos divisiones de Marmaduke y Fagan en unos 8.700 hombres, mientras que el historiador Kyle Sinisi estimó que Price tenía unos 4.700 hombres disponibles para atacar el fuerte, después de separar el 20 por ciento de su fuerza para mantener los caballos de los atacantes desmontados. Fagan y Marmaduke habían apoyado la idea de un ataque frontal, esperando que el fuerte cayera rápidamente; el ingeniero jefe de Price había sugerido, en cambio, que la artillería se colocara en la cima de Shepherd Mountain y se utilizara para bombardear Fort Davidson hasta la sumisión.
Para apoyar el ataque, los confederados intentaron trasladar cuatro cañones, tomados de la batería de Texas de Hynson y de la batería de Misuri de Harris, a Shepherd Mountain, pero sólo dos de los cañones pudieron ser trasladados a su posición debido a lo accidentado del terreno. A primera hora de la tarde, Ewing envió parte de la 14.ª Infantería de Iowa a explorar la posición confederada; fue rechazada bajo un intenso fuego. También se envió a Wilson en comisión de servicio para mantener el pueblo de Pilot Knob. Las dos piezas de artillería confederadas en la montaña intentaron bombardear el fuerte, pero tuvieron poco éxito. Alrededor de las 14:00, comenzó el ataque principal confederado. Los ataques confederados no estuvieron bien coordinados, lo que permitió a las tropas de la Unión rechazarlos uno por uno.
La brigada de Clark y Cabell comenzó el ataque. El ala derecha de la brigada de Clark se separó de la izquierda de la brigada, y sirvió junto a los hombres de Cabell. Tras cruzar el lecho de un arroyo, algunos de los confederados llegaron hasta el foso del fuerte antes de disparar. El fuego confederado tuvo poco efecto, ya que la mayor parte fue detenido por sacos de arena. El fuerte Davidson estaba ocupado a más del doble de su capacidad diseñada, y Ewing se aprovechó de ello haciendo que algunos de sus hombres cargaran armas mientras otros disparaban. Esto proporcionó un intenso fuego que hizo retroceder a los hombres de Cabell y Clark hasta la orilla del arroyo. Algunos de los confederados, en particular el 4.º Regimiento de Caballería de Misuri y el 8.º Regimiento de Caballería de Misuri, no habían llegado más allá del arroyo.
Cuando los hombres de Slemons y McCray atacaron el fuerte desde Pilot Knob, capturaron a Wilson, que posteriormente fue ejecutado por soldados confederados, y dispersaron a sus hombres. Cuando los confederados fueron atacados desde el fuerte, se dispersaron rápidamente. Wright, que ahora volvía a estar al mando del regimiento, dirigió a sus hombres junto a los de Cabell, y llegaron casi hasta el foso antes de ser rechazados. Más tarde, la brigada de Cabell realizó otra carga, esta vez con el apoyo de dos cañones, pero fue de nuevo rechazada. Al norte del fuerte, los hombres de Slayback y Freeman atacaron finalmente a las 16:00 horas. Desplegaron un número de hombres para hostigar algunos carros de la Unión cerca de Rock Mountain, antes de atacar los pozos de fusil del norte con el resto de sus comandos. Los defensores de la línea, hombres del 3.º de Caballería MSM, acabaron por retirarse, pero los confederados no pudieron tomar el fuerte y retrocedieron. Cabell ordenó a su brigada que realizara un tercer ataque, y algunos de estos hombres pudieron cruzar el foso, antes de ser expulsados por granadas de mano lanzadas por los defensores de la Unión. Los supervivientes de Cabell retrocedieron más allá del arroyo; los hombres de Clark abandonaron la línea del arroyo al anochecer.
Después de que la lucha se calmara, el comandante Alonzo W. Slayback envió a Ewing una nota diciendo que los afroamericanos dentro del fuerte serían masacrados si eran capturados[19] Price decidió intentar más ataques al día siguiente. Creyendo que el foso había sido el principal obstáculo, Price ordenó a sus hombres que pasaran la noche construyendo escaleras para cruzar el foso. Mientras tanto, Ewing decidió abandonar el fuerte esa noche. Los soldados de la Unión se escabulleron entre los soldados confederados de la brigada de Dobbins que rodeaban el fuerte, y un grupo que les seguía detonó el polvorín de Fort Davidson. Los confederados no se dieron cuenta de la fuga ni reaccionaron a la explosión[29][31]. Las bajas de la Unión fueron 213. Castel situó las bajas confederadas entre 800 y 1.000, mientras que Sinisi situó las bajas confederadas en unas 500. La brigada de Cabell perdió alrededor del 10 por ciento de sus efectivos.

## Consecuencias

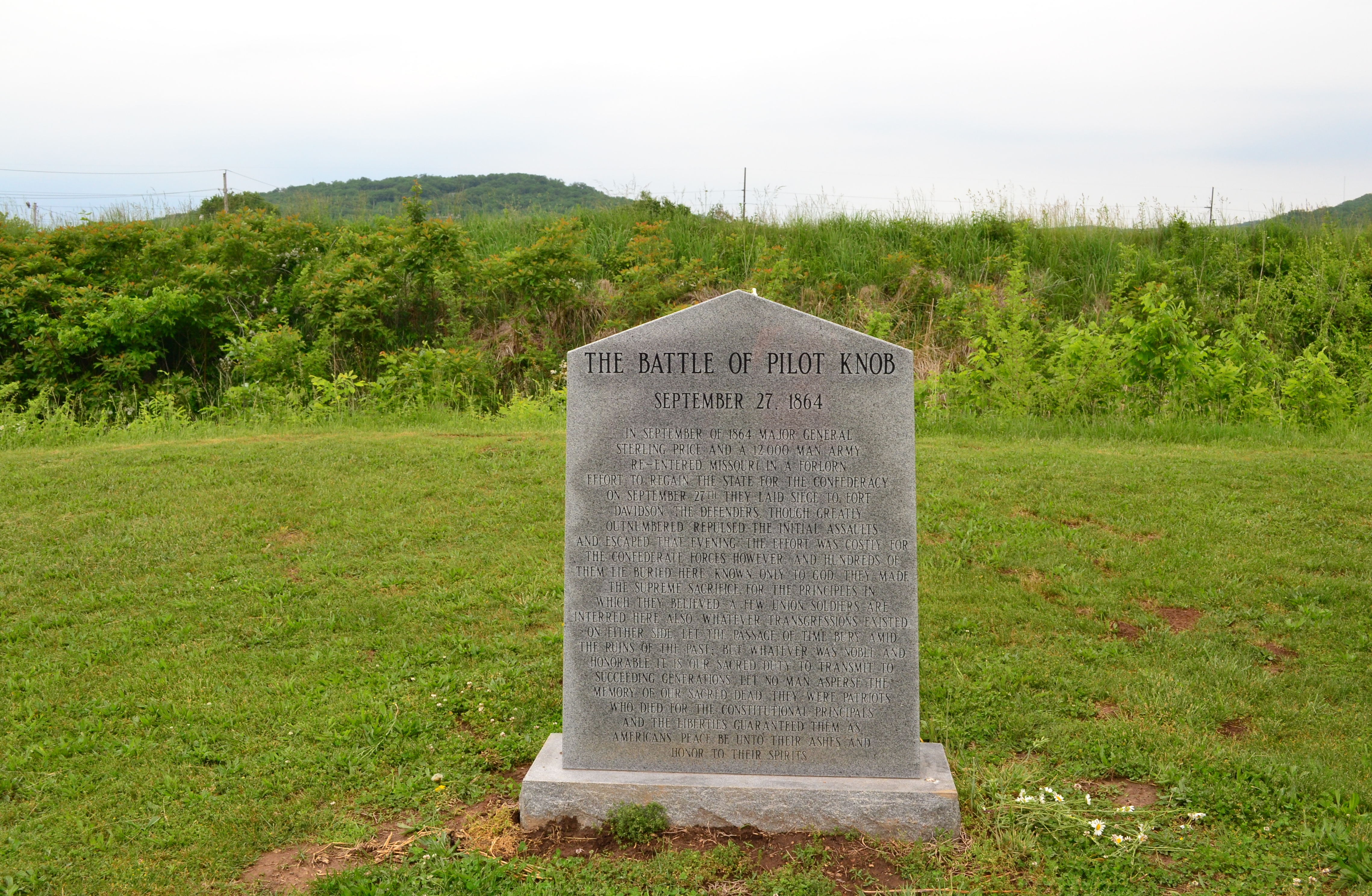
Monumento en el sitio del fuerte.

Los supervivientes de Ewing se retiraron en dirección a Rolla a través de Leasburg y fueron perseguidos en parte por los hombres de Shelby y Marmaduke, mientras que Price llevó a la división de Fagan hacia el norte, destruyendo depósitos de ferrocarril en el proceso. Los confederados que perseguían a los hombres de Ewing acabaron rompiendo la persecución y se unieron al cuerpo principal de Price el 29 de septiembre. El 1 de octubre, las tropas confederadas ocuparon la ciudad de Pacific, que estaba a menos de 40 millas (64 km) de St. Louis. La moral confederada estaba deprimida por los sangrientos ataques, que también revelaron que las unidades del ejército de Price eran en gran parte de baja calidad. Price decidió cancelar el ataque contra St. Louis, y en su lugar avanzar hacia el oeste, hacia la capital del estado, Jefferson City.
El 7 de octubre, el ejército de Price había alcanzado un terreno elevado cerca de Jefferson City. Sin embargo, Price, con los ataques fallidos contra Fort Davidson en mente, decidió que la guarnición de la ciudad era demasiado fuerte para atacar, y en su lugar continuó moviéndose hacia el oeste. Con las tropas de la Unión cerca de la línea del estado de Kansas-Misuri, y más siguiéndolo hacia el oeste, el ejército de Price se movió hacia Kansas City, Misuri, luchando en varias acciones pequeñas en el camino. El 23 de octubre, Price fue derrotado cerca de Kansas City por una fuerza considerable de la Unión en la batalla de Westport. Los confederados se retiraron a través de Kansas, sufriendo varias derrotas más en el camino, incluyendo una desastrosa derrota en la Batalla de Mine Creek el 25 de octubre, en la que Marmaduke y cientos de otros hombres fueron capturados. Las tropas de la Unión persiguieron al derrotado ejército de Price hasta el río Arkansas; los confederados acabaron retirándose hasta Texas. Durante la campaña, Price había perdido más de dos tercios de sus hombres.

## Sitio Histórico Estatal de la Batalla de Pilot Knob
En 1968, el Sitio Histórico Estatal de la Batalla de Pilot Knob se añadió al sistema de Parques Estatales de Misuri. El fuerte se añadió además al Registro Nacional de Lugares Históricos el 26 de febrero de 1970. Una fosa común con los muertos del campo de batalla está marcada por un monumento de granito, y los muros del fuerte, así como el cráter creado cuando se detonó el polvorín, todavía son visibles en el sitio. En el lugar hay un centro de visitantes que contiene una biblioteca de investigación, una pantalla de fibra óptica y artefactos, incluida la espada de Ewing[47]. El American Battlefield Trust ha participado en la preservación de 41 acres (17 ha) en el lugar[48].